# Hasslö distrikt
Hasslö distrikt är ett distrikt i Karlskrona kommun och Blekinge län. 
Distriktet ligger sydväst om Karlskrona. 

## Tidigare administrativ tillhörighet
Distriktet inrättades 2016 och utgörs av socknen Hasslö i Karlskrona kommun.
Området motsvarar den omfattning Hasslö församling hade vid årsskiftet 1999/2000.